# Daisuke
Daisuke är ett japanskt mansnamn.
Figurer och personer med namnet: 
- Daisuke Niwa, huvudperson i mangan D.N.Angel
- Husse till hunden Silver i mangan Silver Fang
- Daisuke Kato, japansk skådespelare
- Daisuke Uchiyama
- Daisuke Nishio